# Antoni Chełmiński (numizmatyk)
Antoni Zygmunt Chełmiński (ur. 5 stycznia 1863 w Szarawce na Podolu, zm. 23 kwietnia 1905 w Odessie) – numizmatyk.

## Życiorys
Uczęszczał do gimnazjum w Kamieńcu Podolskim, studiował następnie na Wydziale Przyrodniczym Cesarskiego Uniwersytetu Warszawskiego, potem na uniwersytetach w Bonn i Oksfordzie. Po zagranicznych podróżach osiadł w rodzinnym majątku Szarawka (powiat płoskurowski), gdzie obok gospodarowania zajmował się kolekcjonowaniem i studiami numizmatycznymi.
W krótkim czasie zgromadził jedną z bogatszych kolekcji numizmatycznych na ziemiach polskich, pełną rzadkich okazów. Ze szczególną starannością Chełmiński zbierał monety z okresu panowania Stanisława Augusta Poniatowskiego i pierwszych lat porozbiorowych. Posiadał również bogate zbiory monet złotych i talarów z wcześniejszych epok (ale późniejszych niż średniowieczne). Gromadził także inne pamiątki - portrety, miniatury, pasy, porcelanę.
Dokumentację zbioru Chełmińskiego stanowi katalog monachijskiego domu aukcyjnego Otto Helbinga z 1904; w tymże roku kolekcjoner z powodu trudnej sytuacji materialnej zmuszony był odsprzedać zgromadzone medale i monety. Zmarł rok później w Odessie.